# 艾杜亞·比杜斯恩
艾杜亞·比杜斯恩（1971年12月17日—），是一名亞美尼亞足球运动员，司职中場，目前效力希超球队利雲達高斯，目前是蘇黎世的一個教練。艾杜亞是國家隊首席射手，為國家隊出戰了69場國際賽，取得了11粒進球，在1992年10月14日，他首次為國家隊出戰國際賽是友誼賽對摩爾多瓦。

## 榮譽
- 舒拉克
  - 阿美尼亞甲組聯賽: 1992, 1994, 1995, 1999
  - 阿美尼亞超級盃: 1996, 1999
- 彼達迪華馬卡比
  - 圖圖盃: 1999
- 蘇黎世
  - 瑞士盃: 2005
  - 瑞士超級聯賽: 2006

## 連結
- Career history （页面存档备份，存于）